# Batalla de Cao Bang
La batalla de Cao Bang la libraron en octubre de 1950 las tropas coloniales francesas, especialmente la Legión extranjera francesa y varios batallones de tropas marroquíes contra las fuerzas del Viet Minh.

## Los preparativos
El general Carpentier ordenó abandonar todos los fuertes de la Ruta Colonial 4; pero sabía los grandes riesgos que suponía para la guarnición del último fuerte, el de Cao Bang, la retirada al siguiente de la RC4 (el de Dong Khe). Por este motivo Carpentier mandó al coronel Lepage auxiliarlos con el grupo móvil Bayard (formado por dos batallones marroquíes y el Batallón de Paracaidistas de la Legión Extranjera).
Según el plan, una vez que la guarnición del fuerte de Cao Bang, mandada por el coronel Charton y formada por el 3.er Batallón de Marroquíes y el 3.er Batallón de la Legión Extranjera, tomara contacto con la columna de Lepage podrían hacer frente a cualquier fuerza guerrillera a lo largo del camino y recoger a las demás guarniciones de la RC4.
Por su parte el general Vo Nguyen Giap, al mando del Viet Minh, estaba consternado por el fracaso en la toma del fuerte Phu Tong Hoa (al sur de la RC4) en 1948 y, cuando fue informado de los planes franceses, decidió atacar las posiciones centrales de la RC4 para cortar la retirada a las fuerzas provenientes de Cao Bang e impedir el auxilio de las columnas que subirían desde Lang Son. Su primer objetivo fue la posición de Dong Khe.

## La Batalla

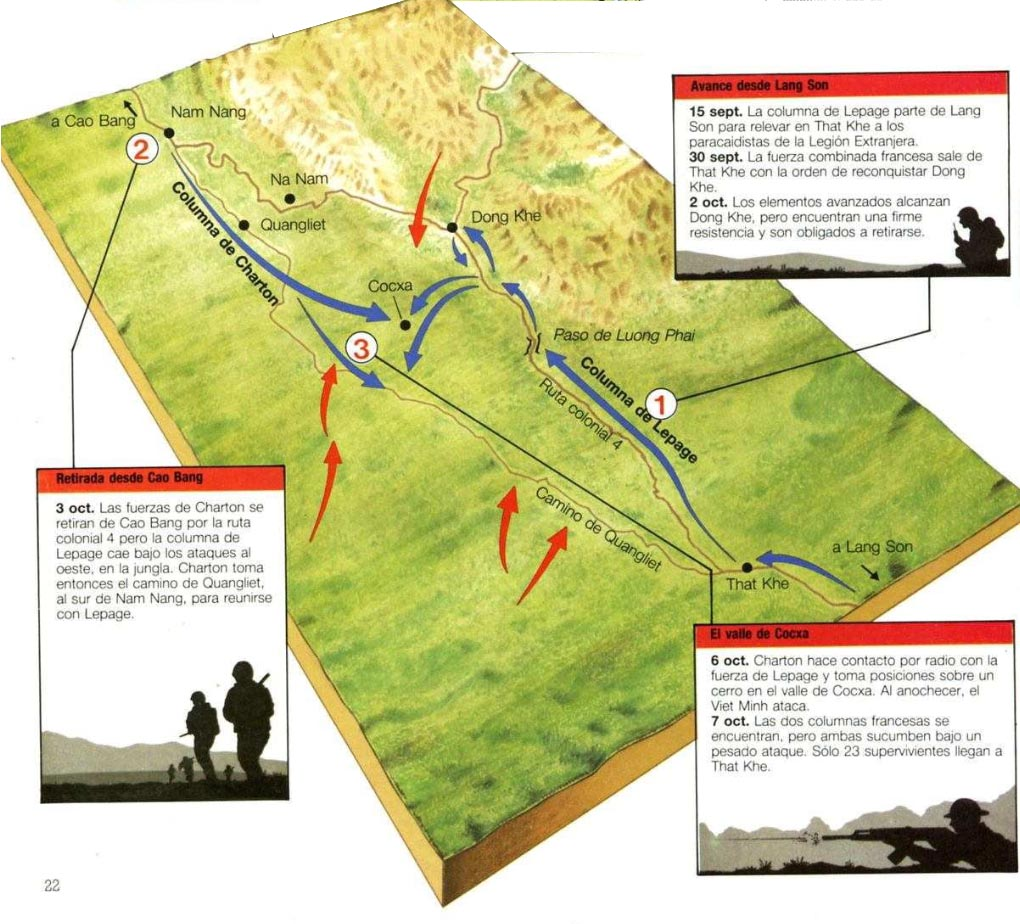
Desarrollo de la batalla

El 15 de septiembre de 1950 el grupo móvil Bayard parte de Lang Son para relevar a los paracaidistas de la Legión Extranjera en That Khe.
Aunque las órdenes eran secretas, Giap conoció los propósitos de su enemigo muy pronto y la noche del 18 al 19 de septiembre (tres días después de comenzar la marcha el grupo Bayard) los Viet Minh atacaron Dong Khe asombrando a los franceses por su número (16 batallones).
El día 20 la posición había caído causando 80 muertos a los franceses y 140 heridos por 800 muertos del Viet Minh. Sólo 5 franceses consiguieron pasar el cerco y llegar a That Khe.
El día 30 de septiembre la fuerza del coronel Lepage recibe órdenes de reconquistar la posición con sus 2.000 soldados. Pese a lo suicida de la orden dos días después, el 2 de octubre, llegan a Dong Khe; pero la fuerte resistencia del Viet Minh los obliga a retroceder. Lepage decide abandonar la Ruta e internarse en la jungla al sur de Dong Khe, en el valle de Cocxa.
Cao Bang, la más remota de las guarniciones, era ahora un blanco fácil y muy vulnerable por todos los flancos y al que no podían llegar refuerzos. Por ello el comandante Charton al mando de Cao Bang, recibió la orden retirarse del fuerte con todos sus hombres. El 3 de octubre comienza la retirada del coronel Charton desde esa posición por la RC4 llevando todos sus vehículos y piezas de artillería con él. El material junto con los ataques dificultan su avance y el primer día sólo consigue recorrer 17 km y llevar los carros llenos de heridos. No obstante recibe órdenes de destruir todos los carros, cañones y pertrechos e internarse en la selva por el camino llamado de Quangliet, y socorrer a la columna de Lepage en 24 horas en el valle de Cocxa.
Los franceses encuentran el camino; pero resulta estar cubierto de maleza y la marcha se hace dura. No obstante el 6 de octubre consigue llegar al valle de Cocxa donde contacta por radio con Lepage y toma posiciones en una colina. Esa noche ataca el Viet Minh causando muchas bajas; pero las tropas coloniales resisten.
Por su parte Lepage había perdido más de 3/4 partes de sus hombres; no obstante da la orden a sus 450 supervivientes de realizar el último esfuerzo para unirse con Charton; sólo 100 lo logran.
Ante la situación, el coronel Charton divide a los casi 1000 hombres que aún le quedan en pequeños grupos para tratar de llegar hasta That Khe sin llamar demasiado la atención y no sufrir emboscadas. Pese a todo sólo 23 militares lo consiguieron.

## Conclusión de la batalla
Los franceses perdieron 4.000 hombres y unos 2.000 fueron hechos prisioneros a lo que debe sumarse los pertrechos de una división entera. Cuatro años después los vietnamitas liberaron a los 700 que habían sobrevivido al brutal cautiverio y a las torturas. El general Alessandri fue sustituido como mando supremo en Indochina por el mariscal Alphonse Juin.
Por su parte los vietminh demostraron que ya no eran una simple fuerza insignificante; sino una fuerza organizada que podían hacer frente a un ejército regular en batallas campales por posiciones fijas, conquistar dichas posiciones y luego defenderlas. Con la victoria se afianzaron en el norte de la colonia y dieron infinidad de problemas a los franceses en la zona de Hué, en las llamadas "carreteras sin alegría".
La Batalla de Cao Bang pareció terminar de indicar que Francia estaba perdiendo la guerra de Indochina y llevó a Giap y a los demás miembros del politburó vietnamita a sobrevalorar su fuerza; lo que desencadenó la derrota en Vinh Yen un año después.